# Основные даты истории Индонезии
Здесь показаны основные даты истории Индонезии, включающие важные правовые и территориальные изменения, политические события в Индонезии и её государствах-предшественниках. Чтобы прочитать об истории этих событий, см. статью «История Индонезии». См. также список президентов Индонезии.

## IV в. до н. э.
| Год        | Дата | Событие |
| ---------- | ---- | --- |
| 400 до н.э |      | Доисторическая глиняная керамика культуры Буни (близ современного Бекаси) на побережье северной части Западной Явы. (до 100 г. до н. э.) |

## II в. до н. э.
| Год             | Дата | Событие |
| --------------- | ---- | --- |
| 200 г. до н. э. |      | Считается, что индуистское царство «Двипантара» или «Явадвипа» существовало на Яве или Суматре, как это было упомянуто в самом раннем эпосе Индии, Рамаяне; Сугрива, начальник армии Рамы, отправил своих людей в Явадвипу в поисках Ситы. |

## V век
| Год | Дата | Событие |
| --- | ---- | --- |
|     |      | 7 сохранившихся надписей на санскрите (письменность «Раннее Паллава»), приписываемых царю Мулаварману. Надписи содержатся на «жертвенных столбах» (yūpa), обнаруженных в районе Кутай (Кутэй) в низовьях реки Махакам на территории Восточного Калимантана. |
|     |      | Несколько каменных надписей на Западной Яве. Среди других надписей Тугу обнаруживаются тексты Пурнавармана, царя Турумы, одного из самых ранних индуистских государства на Яве (до 669).                                                                    |

## VII век
| Год | Дата | Событие |
| --- | --- | --- |
| 664 | | Китайский документ династии Тан, написанный Ицзином, упоминал о королевстве Холинг (Калинга), расположенном где-то на северном побережье Центральной Явы. |
| 671 | | Ицзин пути в Наланду, Индия, посетил Шривиджайю и Малаю на Суматре и Кедах на Малайском полуострове. |
| 683 | | Дапунта Хьянг Шри Джаянаса совершил путешествие в Сиддхайатру, чтобы расширить своё влияние. Событие упоминается в нескольких надписях, таких как надпись Телага Бату, надпись Таланг Туво и надпись Кедукан Букит. Начало гегемонии королевства Шривиджая над морским регионом вокруг Малаккского и Зондского пролива. |
| 686 | | Королевство Шривиджая совершило военно-морское вторжение на Яву, упомянутое в надписи Кота Капур. Вероятно, это способствовало концу царства Таруманагара. |
| 687 | | Ицзин снова побывал в Шривиджае, возвращаясь из Индии в Китай. В своём отчёте он сообщил, что королевство Малаю было захвачено Шривиджая. |
| 700 | | Основанное на Суматре военно-морское королевство Шривиджая приходит в упадок (до 1500). |
| 700 | Выращивание риса на орошаемых полях, процветают небольшие города и королевства. Торговые связи установлены с Китаем и Индией. | |
| 700 | Надпись Сожомерто, возможно, датированная концом VII века, обнаруженная в Батанге, Центральная Ява, упоминала о Дапунте Селендре, возможно, предке династии Сайлендры. Надпись была написана на старом малайском языке, что указывает на связь со Шривиджая. | |

## VIII век
| Год              | Дата | Событие |
| ---------------- | ---- | --- |
| 718              |      | Шри Индраварман король Шривиджая отправил письмо халифу Умара ибн Абдул Азизу в халифат Омейядов в Дамаске, установив самый ранний официальный контакт Индонезии с исламским миром на Ближнем Востоке.                                                                   |
| 732              |      | Судя по Кангальской надписи, основана Династия Санджая. |
| 752              |      | Индуистское королевство Меданг (Матарам) приходит в упадок (до 1045 г.). |
| 760              |      | Началось строительство Боробудура. |
| 770-е, 780-е гг. |      | Ява совершила серию морских рейдов на порты Дай Вьет, Чампа и Камбоджа; Сонтай в Тонкине (767); Нячанг (774); захватила Индрапуру в Камбодже (770); Фан Ранг (787). Морские рейды были, вероятно, начаты Сайлендраном-Шривиджаем махараджей Дхармасету или Дхараниндрой. |
| 778              |      | Согласно Каласанской надписи, построен Каласанский храм. |
| 792              |      | Согласно надписи Манджусригрха, завершено строительство храма Манджусригрха (Sewu). |
| 800              |      | Основанное на сельском хозяйстве буддийское королевство Сайлендра приходит в упадок (до 832). |

## IX век
| Год | Дата | Событие |
| --- | ---- | --- |
| 825 |      | Боробудур завершён во время правления Самаратунга. |
| 856 |      | Прамбанан завершён. Согласно надписи Шивагрха Ракай Пикатан, муж Прамодхавардхани победил Балапутру.                                                                                            |
| 860 |      | Балапутра, махараджа Суварнадвипа и правитель Шривиджая, строит буддийский храм и монастырь в Наланде, Индия, на земле, которую дал царь Девапаладева Пала в Бенгале, согласно надписи Наланды. |

## X век
| Год       | Дата | Событие |
| --------- | --- | --- |
| 907       | | Извержение вулкана Сумбинг, согласно надписи Рукам. |
| 907       | Король Балитунг создал надпись Мантъяших, содержащую список королей Меданга, перенёс столицу из Мамрати в Пох Питу и расширил храм Прамбанан. | |
| 914       | | Династия Вармадева правит на Бали (до 1080 г.). |
| 928       | | Во время правления короля Вавы столица королевства Меданг в Матараме была опустошена, вероятно, в результате массового извержения горы Мерапи.                                                                                     |
| 929       | | Мпу Синдок перенёс престол королевства Меданг из Матарама в Центральной Яве в Тамвланг на Восточной Яве и основал династию Исяна. Изменения произошли, вероятно, в результате извержения горы Мерапи и/или вторжения из Шривиджая. |
| 937       | | Мпу Синдок снова перенёс столицу из Тамвланга в Ватугалух недалеко от берега реки Брантас в современной Джомбанге в Восточной Яве.                                                                                                 |
| 980-е гг. | | Династический брак между принцессой Махендрадатта из яванской династии Исьяна и королём Удаяной балийской династии Вармадева. |
| 990       | | Король Дхармавангса из королевства Меданг начинает военно-морское вторжение в Палембанг в неудачной попытке покорить Шривиджая (до 1006 г.).                                                                                       |
| 990       | Аирланга, сын короля Удаяны и королевы Махендрадатты, родился на Бали.                                                                        | |
| 996       | | Дхармавангса заказал перевод Махабхараты на древнеяванский язык. |

## XI век
| Год  | Дата | Событие |
| ---- | ---- | --- |
| 1006 |      | Королевство Меданг короля Дхармавангсы подвергается вторжению короля Вуравари из Льварама (вероятный союзник Шривиджая на Яве). |
| 1019 |      | Аирланга основывает королевство Кахурипан. |
| 1025 |      | Раджендра Чола, король Чола из Чоламандала в Южной Индии, завоевал Паннай и Кадарам в Шривиджае и некоторое время занимал его. Чолы продолжили серию набегов и завоеваний частей империи Шривиджая на Суматре и Малайском полуострове. |
| 1030 |      | Надпись Сангхьянг Тапак на берегу реки Чикатих в Чибадак, Сукабуми, Западная Ява, упоминает о создании священного леса и царства Сунда (до 1579 г.).                                                                                   |
| 1041 |      | Аирланга делит Кахурипан на два царства Джангала и Кедири и отрёкся от престола в пользу наследников. |

## XII век
| Год  | Дата | Событие |
| ---- | ---- | --- |
| 1104 |      | Король Джаяварса из Кедири восходит на трон. |
| 1115 |      | Царь Камешвара из Кадири восходит на престол. Джанггала перестаёт существовать и объединяется под властью Кадири, возможно, в результате династического брака. Во время своего правления Мпу Дхармаджа пишет Kakawin Smaradahana, восхваление царя, ставшее источником вдохновения для цикла сказок Панджи, распространённых по всей Юго-Восточной Азии. |
| 1130 |      | Король Джаябайя из Кадири восходит на трон. |

## XIII век
| Год  | Дата | Событие |
| ---- | --- | --- |
| 1222 | | В битве за Гантер Кен Арок победил Кертаджая, последнего короля Кедири и основал королевство Сингхасари. Кен Арок положил конец правлению династии Исьяна и основал свою собственную династию Раджаса. |
| 1257 | | Бааб Машур Маламо основал Королевство Тернате в Малуку. |
| 1275 | | Король Кингантегара из Сингхасари начал экспедицию Памалаю против королевства Мелаю в Суматре (до 1292 г.).                                                                                            |
| 1284 | | Король Кертанегара начал экспедицию Пабали на Бали, которая объединила Бали с территорией Сингхасари.                                                                                                  |
| 1289 | | Кертанегара оскорбляет посланника хана Кублая, который требует от Явы отдать дань династии Юань. |
| 1292 | | Джаякатван, герцог Кедири, восстал и убил Кертанегару, положил конец королевству Сингхасари. |
| 1292 | Марко Поло во время своего путешествия из Китая в Персию посетил Суматру и сообщил, что в северной части Суматры было шесть торговых портов, включая Ферлек, Самудеру и Ламбри. | |
| 1293 | | Монгольское вторжение на Яву, хан Хубилай из династии Юань, Китай, послало карательную атаку на Кертанегару из Сингхасари. Монгольские войска были отбиты.                                             |
| 1293 | 10 ноября | Коронация Нарарии Санграмавиджая как монарха королевства Маджапахит положила начало индуистскому королевству Маджапахит на восточной Яве.                                                              |
| 1300 | | Считается, что ислам распространился на регион Ачех. |
| 1300 | Аджи Батара Агунг Дева Шакти основал Кутайский султанат в Тепианском Бату или Кутай Лама.                                                                                       | |

## XIV век
| Год  | Дата                                       | Событие |
| ---- | ------------------------------------------ | --- |
| 1309 |                                            | Король Джаянегара сменил Кертараджасу Джаявардхану на посту правителя империи Маджапахит. |
| 1318 |                                            | итальянский монах-францисканец Маттиусси посетил Суматру, Яву и Банджармасин на Борнео. В своих записях он описал королевство Маджапахит (до 1330). |
| 1328 |                                            | Трибхувана Виджаятунггадеви сменил Джаянегару на посту правителя Маджапахит. |
| 1334 |                                            | Родился Хаям Вурук, сын Трибхувана Виджаятунггадеви. |
| 1334 | Извержение вулкана Келуд в Восточной Яве.  | |
| 1334 | Гаджа Мада обнародовал свою клятву Палапа. | |
| 1347 |                                            | Адитьяварман перенёс столицу Дхармасрая и основал королевство Малаюпура в Пагарруюнге, Западная Суматра. |
| 1350 |                                            | Хаям Вурук под именем Шри Раджасанагара сменяет Трибхувана Виджаятунггадеви в качестве правителя Маджапахита; его правление считается «золотым веком» империи. Под военным командованием Гаджа Мада Маджапахит распространяется по большей части современной Индонезии. |
| 1355 |                                            | Царство Негара Дипа было основано в Южном Калимантане Эмпу Джатмикой. |
| 1357 |                                            | В битве при Бубате королевская семья сунданцев была убита армией маджапахитов по приказу Гаджа Мада. Это событие привело к смерти сунданского короля Лингга Буана и принцессы Дья Питалока Читраресми, которые совершили самоубийство.                                  |
| 1365 |                                            | Написан старый яванский текст Нагаракертагама. |
| 1377 |                                            | Маджапахит отправляет карательную экспедицию против Палембанга на Суматре. Принц Палембанга, Парамесвара (позже Искандар Сях), бежит в Малакку и превратив его в крупный международный порт.                                                                            |
| 1389 |                                            | Викрамаардхана становится преемником Шри Раджасанагара на троне правителя Маджапахита. |

## XV век
| Год       | Дата | Событие |
| --------- | --- | --- |
| 1405      | | Война Парегрег, гражданская война между Маджапахитами за правопреемство между Викрамавардхана против Вирабхуми (до 1406 г.).            |
| 1405-1407 | | Первое путешествие Чжэн Хэ. Крупная морская экспедиция династии Мин посетило Яву, Палембанг, Малакку, Ару, Самудеру и Ламбри (до 1433). |
| 1429      | | Королева Сухита наследует Викрамавардхану на троне правителя Маджапахита.                                                               |
| 1447      | | Виджаяпаракрамавардхана сменил Сухиту на посту правителя Маджапахита.                                                                   |
| 1451      | | Раджасавардхана, родившийся в Бхре-Памотан под именем Бравиджая II, сменил Виджаяпаракрамавардхана на посту правителя Маджапахита.      |
| 1453      | | Царствование Раджасавардханы заканчивается.                                                                                             |
| 1456      | | Гиришавардхана под именем Бравиджая III становится правителем Маджапахита.                                                              |
| 1466      | | Сингхавикрамавардхана, сменил Гиришавардхану на посту правителя Маджапахита.                                                            |
| 1478      | | Царствование Сингхавикрамаардхана заканчивается.                                                                                        |
| 1500      | | Ислам становится доминирующей религией Индонезии.                                                                                       |
| 1500      | Примерно в конце XV века была составлена рукопись Бужангга Маник, рассказывающая историю Джая Пакуан Баджангга Маник, сунданского индуса-отшельника, путешествующего по Яве и Бали. | |

## XVI век
| Год  | Дата | Событие |
| ---- | --- | --- |
| 1509 | | Португальский король посылает Диогу Лопиша ди Секейру на поиски Малакки, восточной конечной точки азиатской торговли. После первого благожелательного приёма Секейры, султан Махмуд Сях захватывает и убивает нескольких его людей и пытается атаковать четыре португальских корабля, которые спасаются бегством. Яванский флот также уничтожен в Малакке. |
| 1511 | август | Афонсу де Албукерке отплыв из португальского Гоа завоевал Малаккский султанат силами в 1200 человек и 17 или 18 кораблей. |
| 1512 | | Первая португальская исследовательская экспедиция во главе с Франсишку Серраном была отправлена на восток из Малакки в поисках «островов специй» (Малуку). Серран потерпел кораблекрушение, но вступил в схватку с хиту (northern Амбон) и завоевал расположение местных правителей.                                                                       |
| 1520 | | Португалия основывает торговый пост в деревне Ламакера на восточной стороне Солора в качестве транзитной гавани между Малуку и Малаккой. |
| 1520 | Султан Али Мугхаят Шах из Ачеха начинает кампанию по захвату Дайя на западном побережье Суматры, а также плантаций перца и золотых рудников на восточном побережье. | |
| 1520 | | Создание Султаната Банджар в Южном Калимантане с султаном Суриансьей в качестве первого правителя. |
| 1521 | ноябрь | Экспедиция Фернана Магеллана достигает Малуку и после торговли с Тернате возвращается в Европу с грузом гвоздики. |
| 1522 | | 91/5000 Португальцы вступают в союз с правителями Тернате и начинают строительство форта. |
| 1522 | август | Лусо Сунданское Соглашение, подписанное между Португалией и Королевством Сунда дало португальцам разрешение на строительство крепости в Сунда Келапа |
| 1535 | | Португальцы в Тернате свергают султана Табариджи (или Табариджу) и отправляют его в португальский Гоа, где он принимает христианство и завещает своему португальскому крёстному отцу Джордао де Фрейтасу остров Амбон. |
| 1546 | | Франциск Ксаверий проповедует среди народов Амбона, Тернате и Моротая (Моро), закладывая основы для постоянной миссии (до 1547 г.). |
| 1559 | | Султан Хайрун из Тернате протестует против христианской деятельности португальцев на его землях. Военные действия между Тернате и португальцами. |
| 1562 | | Португальские доминиканские священники построили крепость из пальмовых стволов, которую в следующем году сожгли яванские мусульмане. Форт был восстановлен из более прочных материалов, и доминиканцы начали христианизацию местного населения. |
| 1569 | | Мирный договор был подписан султаном Хайруном из Тернате и губернатором Португалии Лопесом де Мескита. |
| 1570 | | Султан Хайрун из Тернате убит португальцами. Царствование султана Баабуллы. |
| 1575 | | После пятилетней войны Тернате во главе с султаном Баабуллой победили португальцев. |
| 1578 | | Португальцы основывают форт на Тидоре, но главным центром португальской деятельности в Малуку становится Амбон. |
| 1579 | | Британский мореплаватель сэр Фрэнсис Дрейк проходит через Малуку и проезжает через Тернате, совершая кругосветное путешествие. |
| 1583 | | Смерть султана Баабуллаха в Тернате. |
| 1595 | | Первая голландская экспедиция в Индонезию отправляется в Восточную Индию с 249 моряками и 64 пушками во главе с Корнелисом де Хаутманом. . |
| 1596 | June | Экспедиция де Хаутмана достигает Бантена — главного порта по торговле перцем Западной Явы, где они сталкиваются как с португальцами, так и с индонезийцами. Затем он плывёт на восток вдоль северного побережья Явы, потеряв 12 членов экипажа в результате нападения яванцев в Сидаю и убийства местного правителя в Мадуре.                              |
| 1597 | | Экспедиция де Хаутмана возвращается в Нидерланды с достаточным количеством специй, чтобы получить значительную прибыль. |
| 1598 | | Португальцам нужна армада из 90 кораблей, чтобы подавить восстание в Солорезе (до 1599 г.). |
| 1598 | Всё больше голландских кораблей отправляются в Индонезию, и большинство из них прибыльны.                                                                           | |
| 1599 | | Экспедиция Ван Нека возвращается в Европу. Экспедиция приносит 400-процентную прибыль (до 1600 г.). |
| 1599 | март | Покинувший Европу в прошлом году флот из восьми кораблей под руководством Якоба ван Нека становится первым голландским флотом, достигшим «островов специй» Малуку. |
| 1600 | | Португальцы выиграли крупное морское сражение в бухте Амбона. Позднее в том же году голландцы объединяют свои силы с местным народом Хиту в антипортугальском союзе, в обмен на который голландцы хотели иметь исключительное право покупать специи у Хиту.                                                                                                |
| 1600 | Елизавета I предоставляет чартер Британской Ост-Индской компании, начиная английское продвижение в Азии.                                                            | |

## XVII век
| Год                               | Событие | Событие |
| --------------------------------- | --- | --- |
| 1602                              | | Португальцы высылают основные (и последние) экспедиционные силы из Малакки, которым удалось восстановить степень контроля Португалии. |
| 1602                              | Голландская Ост-Индская компания (VOC) создаётся путём слияния конкурирующих голландских торговых компаний.                                | |
| 1602                              | июнь | Первый рейс Британской Ост-Индской компании под командованием сэра Джеймса Ланкастера прибывает в Ачех и отправляется в Бантам, где ему разрешено построить торговый пост, который становится центром британской торговли в Индонезии до 1682 года.                                                                                                   |
| 1603                              | | Первый постоянный голландский торговый пост создан в Бантене, Западная Ява. |
| 1604                              | | Второй рейс английской Ост-Индской компании под командованием сэра Генри Миддлтона достигает Тернате, Тидора, Амбона и Банды. В Банде встречается ожесточённая враждебность по ЛОС, поэтому начинается англо-голландский конкурс на доступ к специям                                                                                                  |
| 1605                              | февраль | ЛОС в союзе с Хиту готовятся атаковать португальский форт в Амбоне, но португальцы сдаются. |
| 1606                              | | Испанский флот занимает Тернате и Тидоре. |
| 1608                              | | Искандар Муда из Султаната Ачех начал серию военно-морских завоеваний в прибрежных штатах Суматры и Малайского полуострова. (до 1637 г.) |
| 1610                              | | VOC учреждает пост генерал-губернатора, чтобы обеспечить более жёсткий контроль над их делами в Азии. |
| 1611                              | | Англичане создают торговые посты в Сукадане (юго-запад Калимантана), Макассаре, Джаякарте и Джепаре на Яве, а также в Ачехе, Париамане и Джамби на (Суматре), угрожая амбициям Нидерландов в отношении монополии на торговлю в Ост-Индии. |
| 1611                              | Голландцы создают пост в Джаякарте (позже «Батавия», а затем «Джакарта»).                                                                  | |
| 1613                              | | Голландцы изгоняют португальцев из своего форта Солор. |
| 1619                              | | Ян Питерсзун Коэн назначил генерал-губернатора VOC, который показал бы, что у него нет никаких сомнений относительно использования грубой силы, чтобы установить VOC на твёрдой основе. |
| 1619                              | 30 мая | Коэн, поддерживаемый силами девятнадцати кораблей, штурмует Джаякарту, изгоняя силы Бантена, и из пепла Джаякарты устанавливает Батавию в качестве штаба ЛОС. |
| 1620                              | | Почти всё коренное население островов Банда было депортировано, изгнано, умерло от голода или убито в попытке заменить их голландским колониальным рабским трудом. |
| 1620                              | Дипломатические соглашения в Европе начинают трёхлетний период сотрудничества между голландцами и англичанами в сфере торговли пряностями. | |
| 1623                              | | В печально известном, но спорном инциденте, известном как «Амбонская резня», десять английских и десять японских трейдеров арестовали, судили и обезглавили за заговор против голландского правительства. Англичане выходят из большинства своих индонезийских проектов (кроме торговли в Бантаме) и сосредотачиваются на других азиатских интересах. |
| 1628-1629                         | | Султан Агунг из Матарама начал неудачную кампанию по покорению голландской Батавии. |
| 1629                              | | Искандар Муда из Султаната Ачех предпринял неудачную попытку захватить португальскую Малакку. |
| 1636                              | | После повторной оккупации португальцы снова изгнаны из форта Солор. |
| 1646                              | | Умер султан Агунг из Матарама, похоронен на своём кладбище в Имогири. |
| 1667                              | | В результате Бредского договора между голландцами и Англией голландцы закрепили всемирную монополию на мускатный орех, заставив Англию отказаться от своих притязаний на Ран, самый отдалённый из островов Банда. Пока голландцы не давили своих претензий на Новую Голландию.                                                                        |
| 1674-1680 гг. Восстание Трунаджая | | Восстание Трунаджая. Последователи Мадурского князя Trunajaya восстал против Матарама султаната. После первоначальных поражений Матарам запросил помощь у ЛОС в обмен на различные уступки. Войска VOC-Mataram в конечном итоге победили восстание.                                                                                                   |
| 1700                              | | С сокращением торговли специями, текстиль в настоящее время является наиболее важным товаром в голландской Ост-Индии. |

## XVIII век
| Год  | Дата       | Событие |
| ---- | ---------- | --- |
| 1704 |            | Первая яванская война за наследство |
| 1712 |            | Первая партия кофе с Явы достигает Амстердама |
| 1717 |            | Сурабая восстаёт против ЛОС |
| 1719 |            | Вторая яванская война за наследство |
| 1735 |            | Умирает генерал-губернатор Дирк ван Клун, один из многих жертв болезни в Батавии |
| 1740 | 9 октября  | Расправа над этническими китайцами в Батавии начинается после того, как они подозреваются ЛОС в планировании восстания. Приблизительно 10 000 убиты, а китайский квартал сожжён |
| 1743 |            | Столица Картасура попала под восстание Гегера Печинана — Раден Мас Гаренди (Сунан Кунинг) привёл китайских наёмников, восставших против Пакубувоно II. |
| 1745 | 17 февраля | Pakubuwono II основал новый кратон в деревне Сала и основал Суракарта Сунанате |
| 1755 | 13 февраля | Гиянтинский договор подписан, фактически разделив султанат Матарам. ЛОС признаёт Мангкубуми как Султана Хаменгкубувоно I, который правит половиной Центральной Явы. Hamengkubuwono I затем основал Джокьякартский султанат, переезжает в Йогья и переименовывает город Джокьякарта |
| 1757 | 17 марта   | Соглашение о Салатиге между принцем Самбернявой и Пакубувоно III и Хаменгкубувоно I о дальнейшем разделении остатка султаната Матарам, было создано Великое Герцогство Мангкунегар.                                                                                                |
| 1769 |            | Французские экспедиции захватывают гвоздику в Амбоне, положив конец монополии ЛОС. (до 1772 г.) |
| 1770 |            | Капитан Джеймс Кук останавливается на острове Онруст в заливе Батавии для ремонта своего корабля «Индевор» во время кругосветного плавания. |
| 1778 | 24 апреля  | Королевское батавское общество искусств и наук было создано группой голландских интеллектуалов. Это учреждение является пионером научных исследований в Индонезии и основателем Национального музея Индонезии.                                                                     |
| 1792 | март       | Hamengkubuwana I умирает |
| 1800 | 1 января   | Обанкротившаяся Голландская Ост-Индская компания (VOC) была официально распущена, и была основана национализированная Голландская Ост-Индская компания. |

## XIX век
| Год   | Дата      | Событие |
| ----- | --------- | --- |
| 1803  |           | Первый этап войны Падри (до 1825 г.) |
| 1808  |           | Герман Виллем Денделс, генерал-губернатор Голландской Ост-Индии (1808—1811), начинает строительство Большой Явской дороги на Яве |
| +1811 | август    | Британское вторжение в Яву во время наполеоновских войн. Стэмфорд Раффлз был назначен лейтенантом-губернатором Явы. |
| 1814  | ноябрь    | Жена Раффлза, Оливия Мариамн Девениш, умерла в Буйтензорге (ныне Богор) на Яве. |
| 1814  |           | Ява вернулась к голландскому правлению после англо-голландского договора 1814 года |
| 1815  | апреля    | Изверглась гора Тамбора на острове Сумбава, это было самое большое извержение вулкана за всю историю человечества, которое уничтожило культуру Тамбора и убило в общей сложности не менее 71 000 человек (включая последствия). Извержение породило глобальные климатические аномалии, известные как " вулканическая зима ". |
| 1825  |           | Война на Яве (до 1830 г.) |
| 1831  |           | Второй этап войны на Падри (до 1838 г.) |
| 1864  | июнь      | Первый железнодорожный путь в Индонезии был проложен между Семарангом и Танггунгом, Центральная Ява, голландским колониальным правительством |
| 1868  |           | Музей Батавии (ныне Национальный музей Индонезии) был официально открыт правительством Голландской Ост-Индии. |
| 1870  |           | Официальный демонтаж Системы Культивирования и начало " Либеральной Политики " по нерегулируемой эксплуатации Нидерландской Ост-Индии. |
| 1873  |           | Начало кровавой войны в Ачехе за голландскую оккупацию провинции. |
| 1879  | 21 апреля | Картини родился в Джепаре, сегодня эта дата отмечается как день освобождения женщин в Индонезии. |
| 1883  | август    | Гора Кракатау в Зондского пролива извергался, погибли 36 417 человек. |
| 1888  |           | Основание судоходной линии Koninklijke Paketvaart-Maatschappij (KPM), которая поддерживала объединение и развитие колониальной экономики. |
| 1894  |           | Война на Ломбоке Голландцы разграбили и разрушили какранегарский дворец Матарам. JLA Brandes, голландский филолог, обнаружил и сохранил рукопись Нагаракретагамы в королевской библиотеке Ломбока. |
| 1898  |           | Генерал ван Хойц становится начальником штаба кампании Ачех. Вильгельмина становится королевой Нидерландов. |